# Битка код Ангијарија (фреска)
Битка код Ангијарија (1505) је изгубљена фреска Леонарда да Винчија, понекад називана Изгубљени Леонардо, за коју неки тврде да је још увек сакривена испод једне од каснијих фресака у Палацо Векио, Фиренца. Њена главна сцена приказује четири јахача дивљих ратних коња ангажованих у борби за поседовањем стандарда, у бици код Ангијарија 1440. године.
Многе Леонардове припремне студије још увек постоје. Композиција цетралног дела слике је најпознатија по слици Петера Паула Рубенса у Лувру. Овај рад датира из 1603. године и познат је под називом Битка за стандард. Заснована је на гравури из 1533. године чији је аутор Лоренцо Цакја, који је тему узео од саме слике или од Леонардових цртежа. Рубенс је успео у приказивању беза, интензивних емоција и осећаја моћи који су вероватно били присутни и на оригиналној слици. Забележене су и сличности између Битке код Ангијарија и Рубенсове слике Лов на нилског коња и крокодила из 1616. године.
У марту 2012. године саопштено је да је тим, предвођен Маурициом Серачинијем, пронашао доказе да слика још увек постоји на скривеном унутрашњем зиду иза шупљине, испод дела Вазаријеве фреске у одаји. Претрага је прекинута у септембру 2012. године, без икаквих даљих постигнутих напредака, због сукоба између укључених страна.